# Cantó de Les Ponts-de-Cé
El cantó de Les Ponts-de-Cé és un cantó francès del departament de Maine i Loira, situat al districte d'Angers. Té 16 municipis i el cap es Les Ponts-de-Cé.

## Municipis
- Blaison-Gohier
- La Bohalle
- La Daguenière
- Juigné-sur-Loire
- Mozé-sur-Louet
- Mûrs-Erigné
- Les Ponts-de-Cé
- Sainte-Gemmes-sur-Loire
- Saint-Jean-de-la-Croix
- Saint-Jean-des-Mauvrets
- Saint-Mathurin-sur-Loire
- Saint-Melaine-sur-Aubance
- Saint-Rémy-la-Varenne
- Saint-Saturnin-sur-Loire
- Saint-Sulpice
- Soulaines-sur-Aubance

## Història
| Data d'elecció                           | Identitat         | Partit                    | Qualitat |
| ---------------------------------------- | ----------------- | ------------------------- | -------- |
| 1945-1961                                | M. Girardeau      | Divers droite             |          |
| 1961-196.                                | Paul Cherbonneau  | UNR                       |          |
| 196.-1967                                | M. Joubert        | RI                        |          |
| 1967-1973                                | Jean Foyer        | UDR                       |          |
| 1973-1998                                | Guy Poirier       | Divers droite             |          |
| 1998-2004                                | Jean-Claude Boyer | PS                        |          |
| 2004-                                    | Philippe Bodard   | PS, després divers gauche |          |
| les dades anteriors no són pas conegudes |                   |                           |          |
|                                          |                   |                           |          |

## Demografia
| A partir de 1990: Població sense dobles comptes |